# Kjwan
Kjwan, bildat 2003 i Manila, är ett filippinskt rockband som idag består av fem medlemmar. 

## Karriär
De har släppt totalt fyra studioalbum under karriären och släppte sin självbetitlade debut Kjwan år 2004 under Sony Music. Det andra studioalbumet 2StepMarv kom år 2006 och släpptes under EMI. Gruppen bytte sedan till Universal Music för deras tredje studioalbum 13 Seconds to Love som släpptes år 2009. År 2012 släppte man Kjwan IV Volume One vilket är det första av totalt tre volymer som kommer att ges ut.
Gruppen har under karriären flitigt nominerats vid musikprisceremonier, främst NU Rock Awards av radiostationen NU 107.

## Medlemmar
Bandet började med fyra medlemmar år 2003 men år 2004 tog man med en femte medlem. Då två av originalmedlemmarna lämnade gruppen år 2009 blev gruppen en trio istället. Man kom dock att bli totalt fem medlemmar igen, detta efter att man tagit in en ny person år 2011 och en till år 2012. Mellan åren 2009 och 2012 hade man ingen permanent trummis utan använde sig av fem olika personer då de behövdes. Dessa var Brian Makasiar, Wendell Garcia, Tedmark Cruz, Paolo Manuel och Emilio Marcos.

### Nuvarande medlemmar
- Marc Abaya – Sång, kompgitarr (medlem sedan 2003)
- Kelley Mangahas – Elbas (medlem sedan 2003)
- Boogie Romero – Elgitarr, bakgrundssång (medlem sedan 2004)
- Enrique de Dios – Keyboard, synthesizer, slagverk, bakgrundssång (medlem sedan 2011)
- Paolo Santiago – Trummor (medlem sedan 2012)

### Tidigare medlemmar
- J-Hoon Balbuena – Trummor, bakgrundssång (till 2009)
- Jorel Corpus – Elgitarr, slagverk, bakgrundssång (till 2009)

## Diskografi

### Album
- 2004 – Kjwan
- 2006 – 2StepMarv
- 2009 – 13 Seconds to Love
- 2012 – Kjwan IV Volume One